# Верхньояблунська сільська рада
Верхньояблунська сільська рада — колишній орган місцевого самоврядування у Турківському районі Львівської області. Адміністративний центр — село Верхня Яблунька.

## Загальні відомості
Верхньояблунська сільська рада утворена в 1940 році.

## Населені пункти
Сільській раді були підпорядковані населені пункти:
- с. Верхня Яблунька

## Склад ради
Рада складалася з 16 депутатів та голови.

### Керівний склад попередніх скликань
| ПІБ                        | Основні відомості                                                 | Дата обрання | Дата звільнення |
| -------------------------- | ----------------------------------------------------------------- | ------------ | --------------- |
| Федорчак Андрій Григорович | Сільський голова, 1956 року народження, освіта вища, безпартійний | 26.03.2006   | 31.10.2010      |
| Федорчак Андрій Григорович | Сільський голова, 1956 року народження, освіта вища, безпартійний | 31.10.2010   |                 |

Примітка: таблиця складена за даними джерела